# Superkombinator
Superkombinator je matematički izraz koji je potpuno vezan i samosadržan. Može biti konstanta ili kombinator gdje su svi izrazi superkombinatori.
Može biti definiran, u matematičkim terminima, na sljedeći način:
Superkombinator $S mjesnosti n je lambda izraz oblika
λx1.λx2...λxn.E
gdje E nije lambda apstrakcija, takva da:
1. S nema slobodnih varijabli.
2. bilo koja lambda apstrakcija u E je superkombinator.
3. n ≥ 0, tako da lambde nisu zahtijevane.